# Château de Lanciano
Le château de Lanciano  est situé dans la commune de Castelraimondo, province de Macerata dans les Marches,.

## Historique
Il se trouve près de la rive gauche de la rivière Potenza dans une position stratégique. Au XIIIe siècle, il existe des documents attestant d'un moulin dans la région. Ce fut la noble famille Da Varano qui fut la première architecte reconnue de sa construction. Giovanni Varano, connu sous le nom de Spaccaferro, vers 1381, dans une zone stratégiquement importante étant proche du passage des routes vers Pioraco, Matelica et la capitale Camerino, l'érigea avec de puissantes murailles, des tours et des citernes pour défendre la frontière nord-est de la seigneurie ; il érige notamment la ligne défensive de l'Intagliata. Il s'agit d'un long fossé qui rendait le transit encore plus difficile aux assaillants également en le remplissant de broussailles et d'arbres, un processus qui a donné son nom à l'ouvrage : le long de cet axe se trouvaient d'autres ouvrages de forteresse comme la Torre Beregna, la Torre del Parco jusqu'à la Torre porta di ferro au château de Pioraco.
Giulio Cesare da Varano (it) a offert le château à son épouse Giovanna, fille de Sigismond Malatesta de Rimini, qui a réalisé d'impressionnantes restaurations pour le transformer en manoir de style Renaissance vers 1489. Pour commémorer l'actuelle restauration, une pierre tombale par Giovanni Maria Varano pour sa mère Giovanna est insérée dans la loggia du château. Après la dissolution de la seigneurie de Camerino et la chute conséquente de la famille Da Varano, le château est attribué à différents propriétaires ultérieurs qui furent la famille Voglia jusqu'en 1621, la famille Rosa jusqu'en 1680, la famille Rossetti jusqu'en 1754 et enfin la famille Bandini qui l'a acheté au pape Benoît XIV.
C'est Alessandro Bandini qui a apporté les modifications les plus impressionnantes qui donnent le château dans sa vision actuelle par une restauration réalisée par l'architecte Giovanni Antinori. Les marquis Bandini, ayant également possédé les territoires sur lesquels se trouvait l'ancienne colonie romaine importante d'Urbs Salvia, ont volé des fouilles de précieuses statues que l'on trouve aujourd'hui ornant les pièces de la villa. L'intérieur de la villa conserve encore ces riches décorations, de nombreuses peintures, un mobilier typique de la fin du XVIIIe siècle, le tout encore conservé en excellent état.
Enfin, le château immergé dans les hautes collines qui relient la ville de Castelraimondo à la ville de Camerino ne dispose pas de jardin à l'extérieur, comme dans d'autres résidences de ce type, mais d'un vaste parc composé d' arbres centenaires traversés par des sentiers et des canaux d'eau, donnant une forte suggestion d'agrément à ceux qui le traversent.

## Le château aujourd'hui
Se retrouvant la dernière de la dynastie, devenue Giustiniani Bandini, Maria Sofia, épouse du célèbre diplomate Manfredi Gravina di Ramacca, fit don du complexe artistique au diocèse local à sa mort en 1977. Après le tremblement de terre de 1997, le diocèse a réalisé quelques travaux de restauration et en septembre 2005 a rouvert le château à la visite avec le musée « Maria Sofia Giustiniani Bandini ».
Le musée fait désormais partie du réseau des Musei Civici e Diocesani, une sorte de musée très répandu situé dans les communes voisines de Visso avec le Museo civico diocesano di Visso (it), Camerino avec le musée diocésain Giacomo Boccanera, la Pinacothèque et le musée civique de Camerino dans le couvent San Domenico.
À la suite du tremblement de terre qui a frappé le centre de l'Italie en 2016, le Musée Giustiniani Bandini a été fermé pour une durée indéterminée, en raison de dommages à la structure, mais il conserve à l'intérieur, entre autres œuvres, un panneau avec l'Annonciation-Incarnation, œuvre d'Antonio Liberi da Faenza, venant peut-être de l'abbaye de Chiaravalle di Fiastra, qui appartenait également aux Bandini depuis 1773.